# Садиба на вулиці Саксаганського, 41
Садиба на вулиці Саксаганського, 41 — комплекс житлових будинків у Голосіївському районі міста Києва. Складається з двох споруд — чолового будинку № 41 та флігеля № 41-в, зведених наприкінці XIX — на початку XX століття. Садиба в цілому є пам'яткою історії, будинок № 41 — пам'яткою архітектури та містобудування.

## Опис
Чоловий будинок № 41 — чотириповерховий із підвалом та надбудованою мансардою, цегляний, фарбований. Головний фасад симетричний, трьохосьовий, оздоблений у цегляному стилі. Центральна вісь підкреслена ризалітом невеликого виносу, фланкованим рустованими лопатками, та акцентована видовженим вікном із напівциркульним завершенням в ризаліті на рівні третього поверху. Інші вікна прямокутні, прикрашені лиштвами, замковими каменями, надвіконними вставками з поясками дентикул, ліпними гірляндами. Між вікнами третього поверху додатково — ліпні декоративні елементи з рослинними мотивами або меандром. Бокові осі завершені щипцями. Горизонтально фасад членують тяги між першим—другим та третім—четвертим поверхами. Головний вхід розташований на центральній осі.
Флігель № 41-в стоїть у глибині садиби, паралельно чоловому будинку, на другій лінії забудови. Будівля чотириповерхова із підвалом, Т-подібна у плані, цегляна, фарбована у теракотовий колір, архітектурні деталі — в білий. Фасад на дванадцять вікон, симетричний, має стримане декорування у цегляному стилі. Центральна вісь підкреслена ризалітом невеликого виносу. Вікна прямокутні, прикрашені сандриками різної форми та підвіконними вставками. Завершується фасад карнизом із дентикулами.

## Видатні мешканці
З кінця XIX століття до 1911 року у садибі проживав вчений-математик Василь Єрмаков, один із засновників Київського фізико-математичного товариства, професор Київського університету (з 1877 року), завідувач кафедри вищої математики Київського політехнічного інституту (з 1898 року).
Наприкінці 1910-х років і до своєї еміграції у 1919 році в садибі мешкав Олександр Павловський — патолог, мікробіолог, хірург, у 1889—1912 роках — завідувач кафедри хірургічної патології й терапії медичного факультету Київського університету, у 1896—1909 роках — завідувач відділу сироваток Бактеріологічного інституту, за часів Першої світової війни — організатор і керівник Червоного Хреста в Києві. Раніше жив також на вулиці Саксаганського (тоді — Маріїнсько-Благовіщенській) у будинках № 28 та № 70 (не зберігся).

## Меморіальні дошки
- На фасаді будинку № 41, біля входу до юридичної фірми «Лавринович і партнери», висить меморіальна дошка, яка сповіщає про те, що в цій компанії у 1995—1996 роках працювала робоча група із розробки проєкту Конституції України.

## Галерея

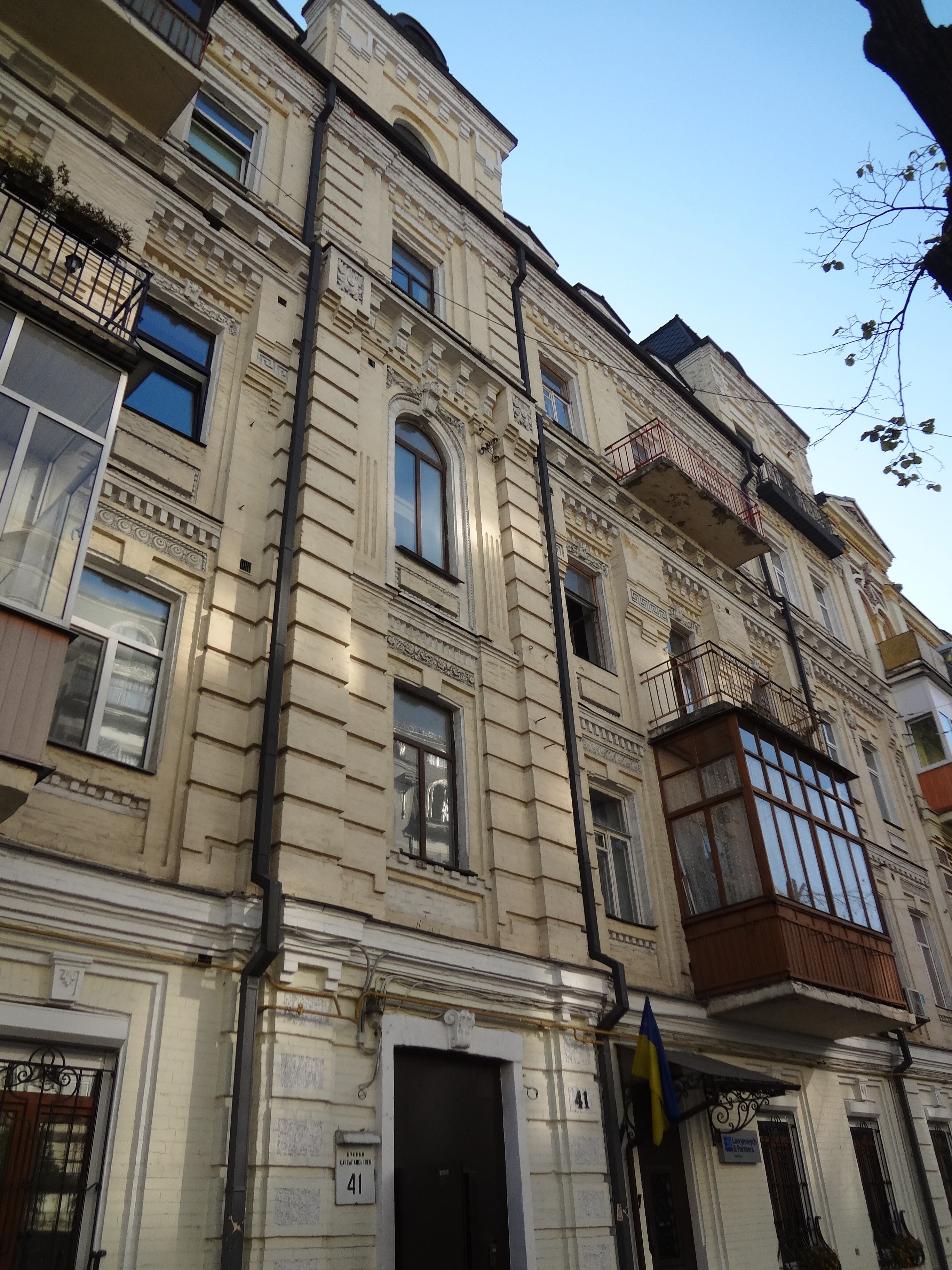
Ризаліт на чоловому будинку № 41
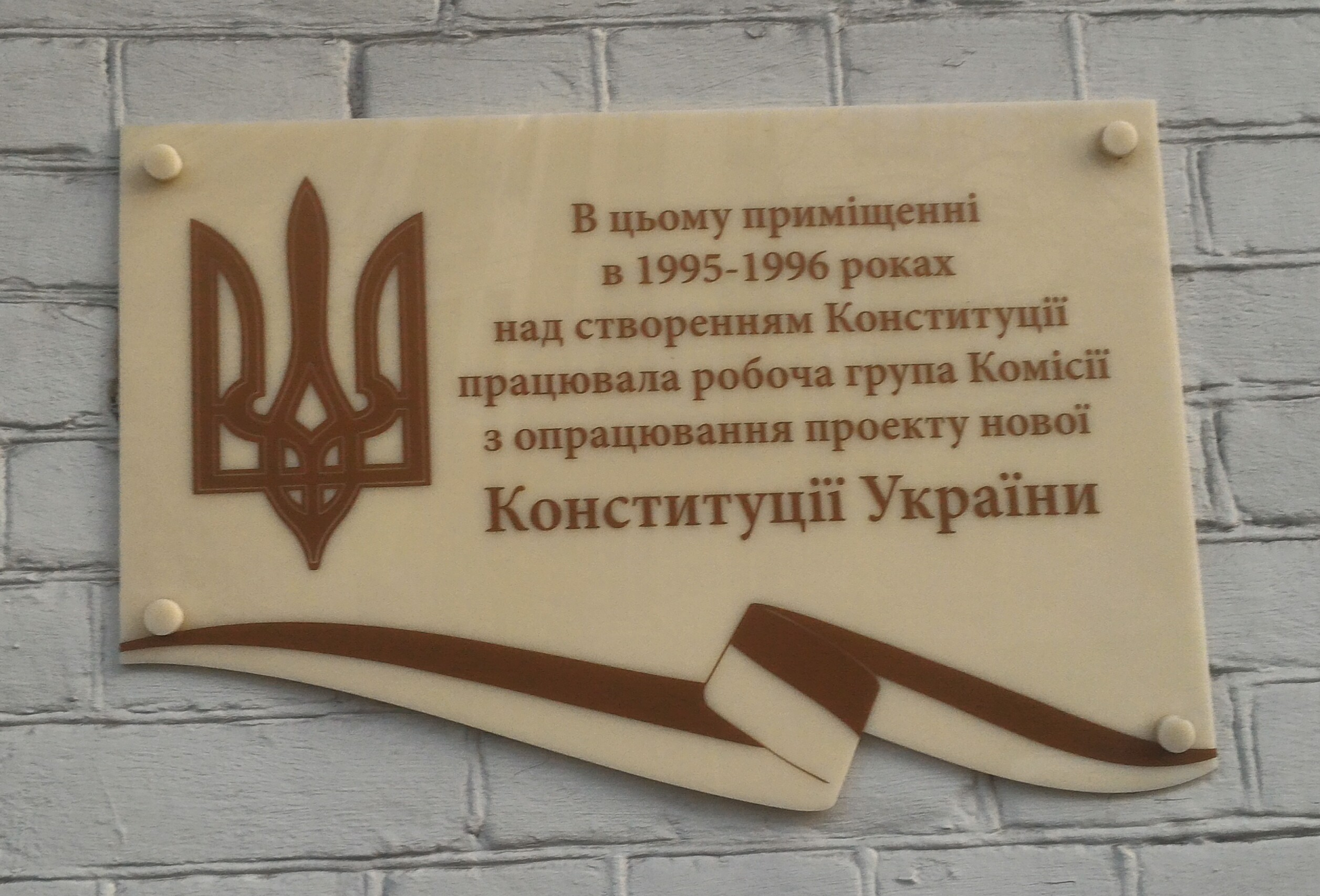
Меморіальна дошка на будинку № 41
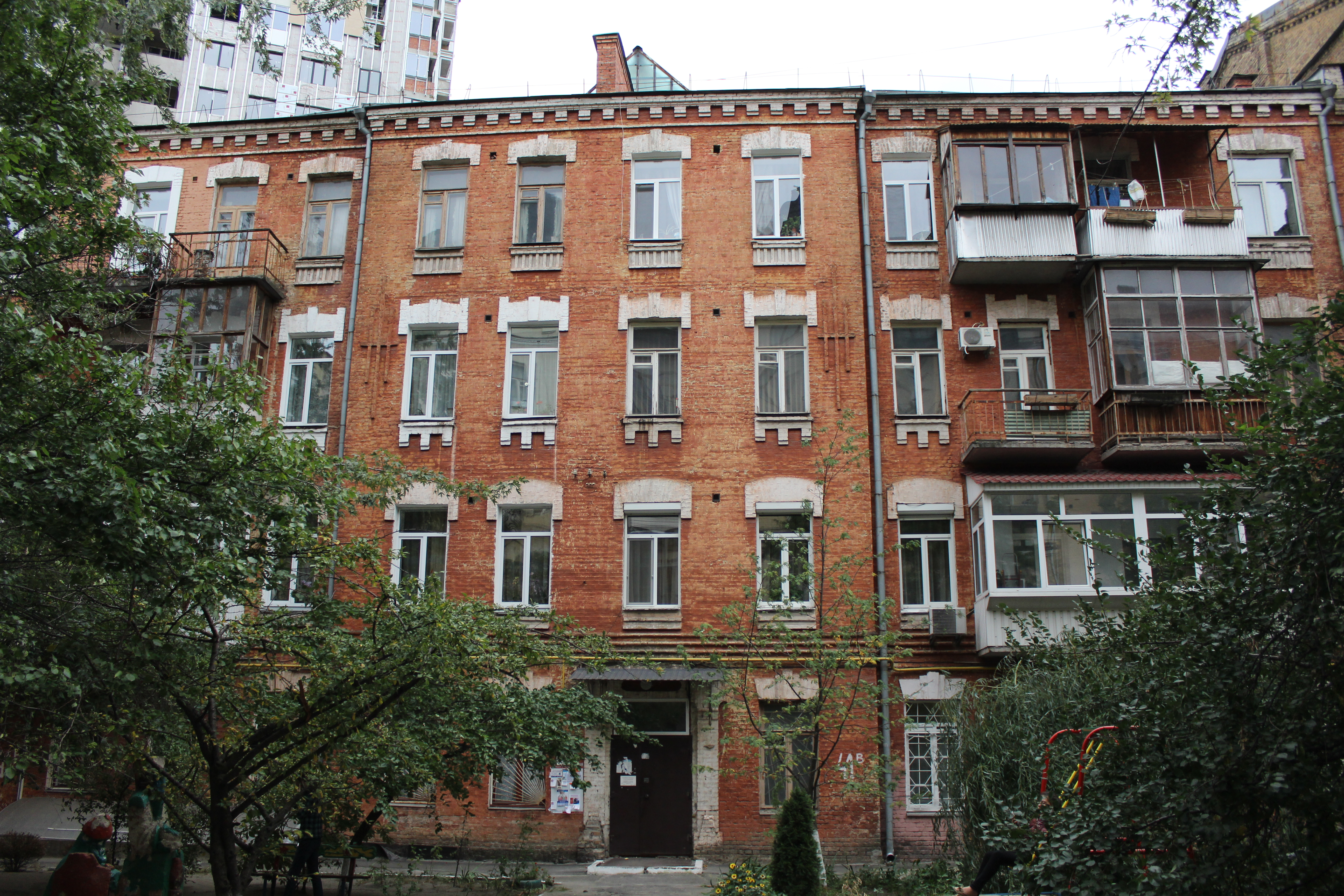
Флігель (буд. № 41-в)